# Карциноидный синдром
Карциноидный синдром — комплексное заболевание, обусловленое избыточной секрецией серотонина и других биологически активных веществ (брадикинин, простагландины) в связи с развитием карциноида, что чаще всего встречается в тонкой кишке, реже в легких, желудке, поджелудочной железе, общем жёлчном протоке, яичниках. Иногда признаки синдрома появляются только при метастазах опухоли в печени.

## Симптомы
Характерны выраженные наплывы, которые сопровождаются быстрым покраснением кожи лица и шеи, иногда отеком лица. Часто они сопровождаются тахикардией, гипотонией, иногда приступами бронхиальной астмы, желудочно-кишечными расстройствами (боль в животе, понос, выраженные тенезмы, тошнота и рвота). Приступы могут возникать под влиянием приёма пищи, употребления алкоголя, при значительной физической нагрузке, эмоциональных реакциях. При прогрессировании заболевания отмечается похудение, изредка поражения сердца с развитием его недостаточности, чаще правых отделов (стеноз).
Для подтверждения диагноза определяют продукт преобразования серотонина — 5-гидроксииндолуксусную кислоту в моче, собранной после приступа.
При многолетнем течении болезни могут возникать устойчивые изменения кожи с множественными телеангиэктазиями, а также характерным потемнением кожи, которая приобретает фиолетовый оттенок.

## Лечение
При установленной локализации опухоли проводят хирургическое лечение. При частых приступах применяют допегит или гемитон, а также симптоматические средства. Только при резко выраженных клинических проявлениях назначают преднизолон в дозе 10-20 мг / сут.